# Parafia Niepokalanego Poczęcia Najświętszej Maryi Panny w Krzymowie
Parafia Niepokalanego Poczęcia Najświętszej Maryi Panny w Krzymowie – rzymskokatolicka parafia położona  we wschodniej części gminy Krzymów. Administracyjnie należy do dekanatu kościeleckiego (diecezja włocławska). Zamieszkiwana przez 3025 wiernych.

## Historia
Parafia powstała prawdopodobnie w XIV wieku. W drugiej połowie XVI wieku krzymowski dziedzic Władysław Grodzki, po przejściu z katolicyzmu na kalwinizm, przywłaszczył grunty parafialne, a kościół przekazał ewangelikom. Katolicka parafia została przywrócona dopiero w 1773 r., kiedy proboszczem został ks. Marcin Mikrzewski. Wcześniej opiekę duszpasterską nad wiernymi sprawowali proboszczowie z Russocic i Wyszyny.
Obecny kościół parafialny został zbudowany w stylu neogotyckim w latach 1903–1907 z inicjatywy ks. Konstantego Kuropeckiegoo, a konsekrowany 16 czerwca 1910 r. przez biskupa kujawsko-kaliskiego Stanisława Zdzitowieckiego.

## Duszpasterze
- proboszcz: ks. Wojciech Kaźmierczak (od 2017)

## Kościoły
- kościół parafialny: Kościół Niepokalanego Poczęcia Najświętszej Maryi Panny w Krzymowie

## Informacje ogólne
W skład granic administracyjnych parafii wchodzą:
- gmina Kościelec
  - Tury
- gmina Kramsk
  - Biechowy
  - Ksawerów
  - Pogorzałki
- gmina Krzymów
  - Borowo
  - Drążeń
  - Drążno-Holendry
  - Genowefa
  - Helenów Drugi
  - Krzymów
  - Nowy Krzymów
  - Paprotnia
  - Piersk
  - Rożek Krzymowski
  - Stare Paprockie Holendry

Odpust parafialny:
- 8 grudnia - uroczystość Niepokalanego Poczęcia Najświętszej Maryi Panny